# 21 лютого
21 лютого — 52-й день року в григоріанському календарі. До кінця року залишається 313 днів (314 днів — у високосні роки).

## Свята і пам'ятні дні

### Міжнародні
- ООН: Міжнародний день рідної мови[1]
- Всесвітній день екскурсовода.

### Національні
- Білорусь: День працівників землевпорядної та картографо-геодезичної служби.

### Релігійні

#### Християнство
- День Святого Петро Даміані (1007—1072).

Православ'я:
- Преподобного Тимофія, що в Символах.
- Святителя Євстафія, архієпископа Антіохійського.
- Святителя Георгія, єпископа Амастридського.

## Іменини
✝  Католицькі:
✙ Православні: Тимофій, Євстафій, Георгій.

## Події

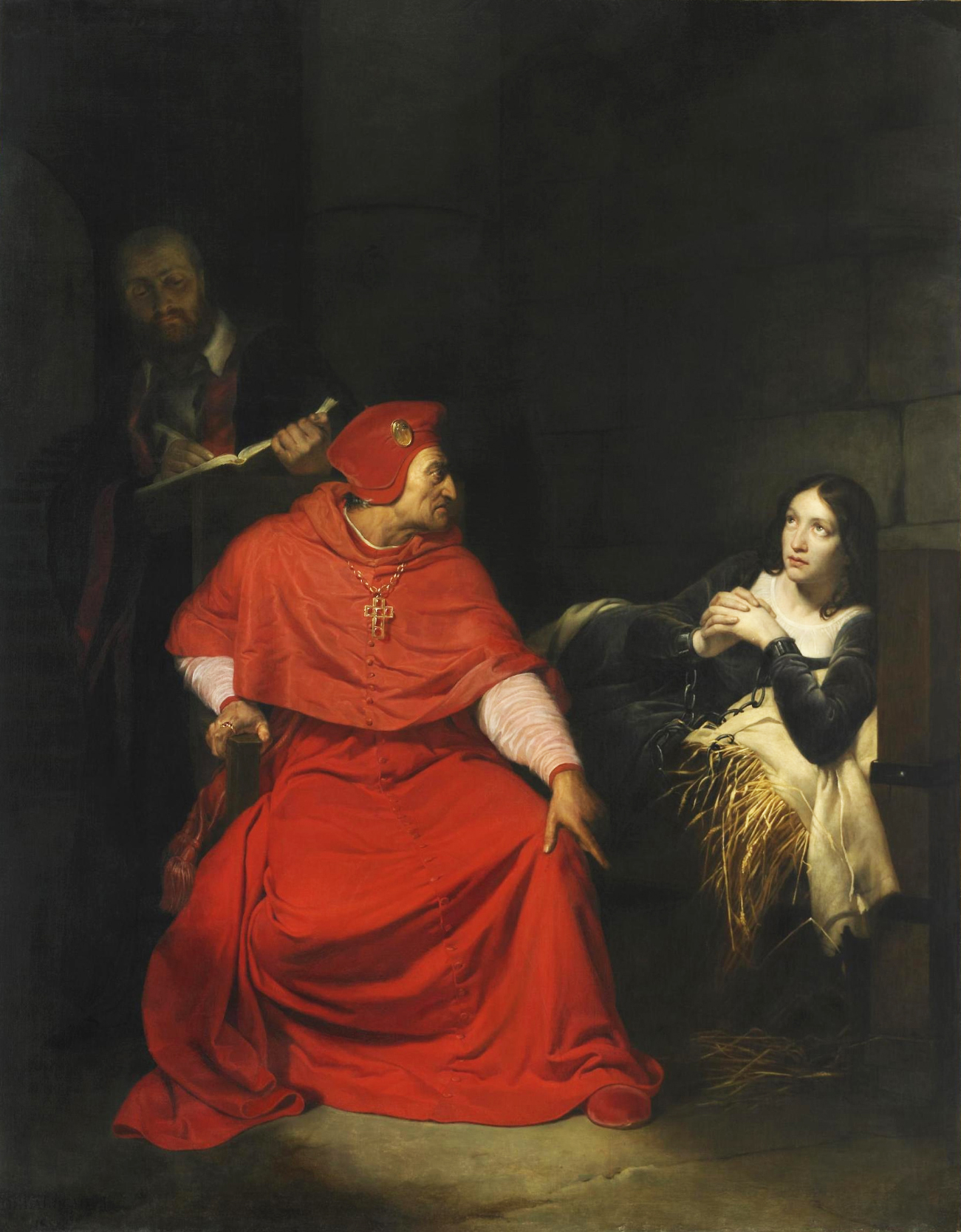
Допит Жанни д'Арк на картині Поля Делароша

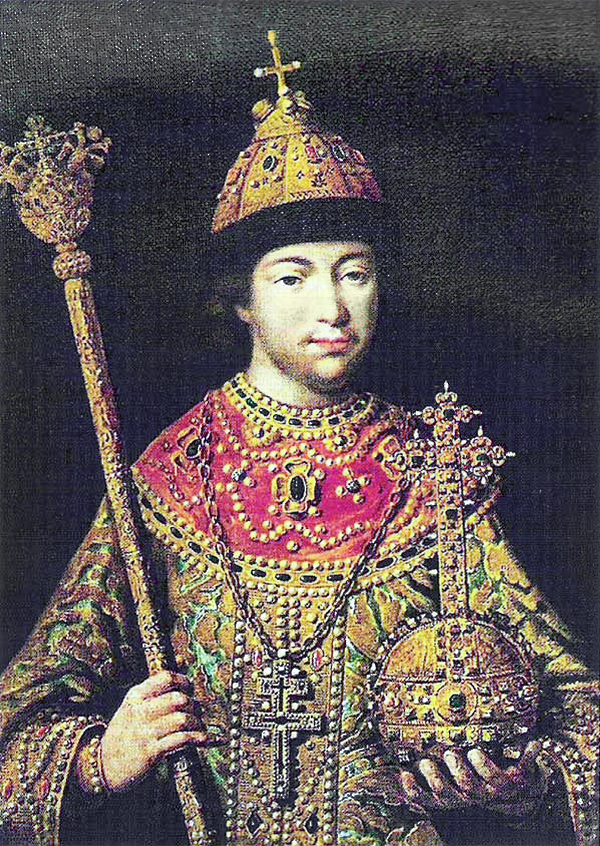
Цар Михайло I Романов

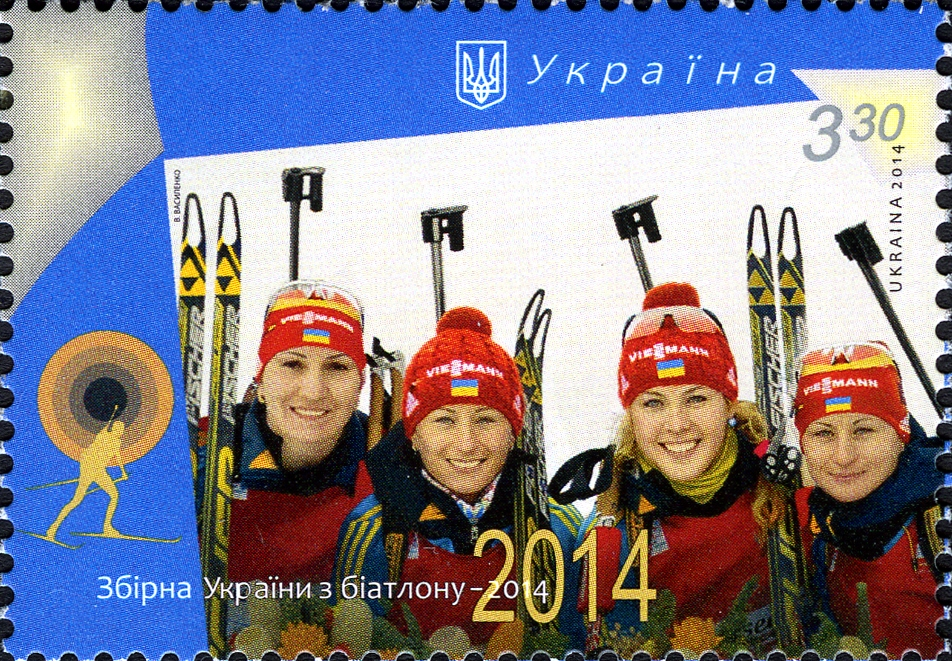
Збірна України з біатлону

- 1431 — розпочався суд над Жанною д'Арк.
- 1613 — Михайло Федорович обраний правителем Московського царства. Кінець Смути, початок династії Романових (дата за ст.ст.)
- 1784 — Катерина II повеліла Григорію Потьомкіну побудувати фортецю в кримському селищі Ахтіар і перейменувала його на Севастополь.
- 1784 — закладене місто Миколаїв.
- 1804 — відбулась перша залізнична поїздка: парова машина Річарда Тревітіка перевезла вантаж і пасажирів на заводі в Мертір-Тідвіл на півдні Уельсу.
- 1808 — російські війська без оголошення війни напали на Швецію.
- 1835 — відкриті галактики NGC 2397, NGC 2397A, NGC 2397B.
- 1842 — американець Джон Грінау запатентував швейну машинку, хоча винайшла її геть інша людина.
- 1858 — у Бостоні Едвін Голмс установив першу у світі електричну систему захисту від зламу.
- 1863 — відкриті галактики NGC 2753-1, NGC 2753-2, NGC 2862, NGC 2927, NGC 2929, NGC 2930, NGC 3575, NGC 3760.
- 1874 — відкрита галактика NGC 3975.
- 1878 — у Нью-Гейвені вийшла перша у світі телефонна книга, що містила 50 імен.
- 1878 — відкрита галактика NGC 3375.
- 1901 — американський пасажирський пароплав «Ріо-де-Жанейро» (SS City of Rio de Janeiro) розбився на підводних каменях біля входу в протоку Золоті Ворота, загинуло 128 осіб, вижило 81.
- 1906 — засуджено до страти керівника повстання в Севастополі українського лейтенанта Петра Шмідта.
- 1914 — у Монреалі створене українське видавництво «Новий світ».
- 1916 — на Західному фронті Першої світової війни почалась Верденська битва.
- 1921 — державний переворот у Персії, влаштований Перською козацькою дивізією, що згодом призведе до встановлення династії Пахлаві (Імперська Держава Іран).
- 1925 — вийшов перший номер газети «The New Yorker».
- 1935 — оголошено про створення косметичної фірми «Ланком».
- 1941 — іспанський уряд визнав, що на територію Іспанії вступили німецькі війська (офіційно — для допомоги в ліквідації наслідків урагану).
- 1947 — у США з'явилася фотокамера «Полароїд».
- 1948 — Президія Верховної Ради СРСР видала указ, відповідно до якого кожного, хто не виробив встановленого мінімуму трудоднів, можна було виселяти за межі України.
- 1973 — винищувачами ізраїльських ВПС збитий лівійський пасажирський Boeing 727-224[en], що летів над окупованим Ізраїлем Синайським півостровом.
- 1992 — Рада Безпеки ООН ухвалила рішення про введення військ до Югославії.
- 1993 — у Донецьку Сергій Бубка встановив світовий рекорд у стрибках із жердиною в закритих приміщеннях — 6 м 15 см.
- 1994 — смт. Ясне Хмельницької області перейменоване на смт. Наркевичі
- 1995 — американець Стів Фоссетт першим у світі самотужки на повітряній кулі перетнув Тихий океан.
- 1998 — пісня Селін Діон «My Heart Will Go On» очолила чарт. Пісня ввійшла до саундтреку до фільму «Титанік» і стала найбільшим хітом Діон, зробивши її суперзіркою.
- 2008 — США збили власний супутник-шпигун; востаннє космічне озброєння використовувалося цією країною у 1985 році.
- 2014 — українська жіноча збірна з біатлону стала чемпіоном зимових Олімпійських ігор.

### Аварії та катастрофи
- 1907 — британський пасажирський пароплав «Берлін» (Berlin) розламався навпіл і затонув після удару об пірс у гавані Гук-ван-Голланд. Загинуло 142 осіб
- 1917 — британський пароплав «Менді» (SS Mendi) затонув після зіткнення в тумані з пароплавом «Дарро» (SS Darro). Загинуло 646 осіб

## Народились

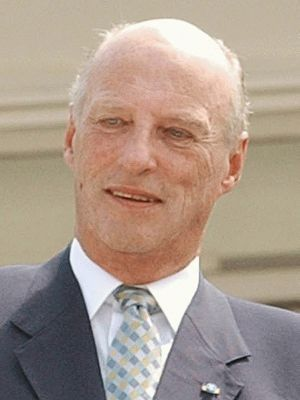
Король Норвегії Гаральд V

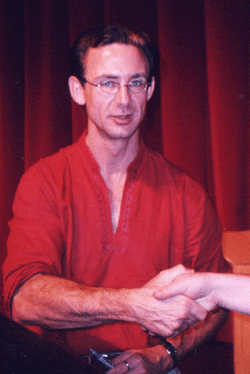
Американський письменник Чарльз Майкл Поланік.

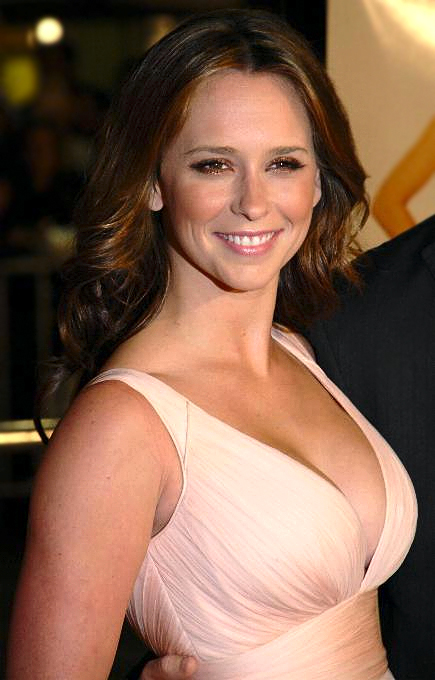
Американська актриса Дженніфер Лав Г'юїтт.

Дивись також Категорія:Народились 21 лютого
- 1397 — Ізабела, португальська інфанта, герцогиня Бургундська.
- 1794 — Антоніо Лопес де Санта-Анна, мексиканський політичний діяч.
- 1818 — Хосе Марія Флорес, мексиканський політичний діяч.
- 1835 — Михайло Микешин, російський та український скульптор, художник, графік, автор пам'ятника Богданові Хмельницькому в Києві, ілюстратор «Кобзаря».
- 1836 — Лео Деліб, французький композитор, автор перших симфонізованих балетів («Коппелія», «Сільвія»), опери «Лакме».
- 1850 — Вікентій Хвойка, український археолог чеського походження, першовідкривач трипільської та черняхівської археологічних культур.
- 1872 — Олександр Кудашев, київський інженер-конструктор, професор Київського політехнічного інституту, автор конструкції першого діючого літака в Російській імперії.
- 1875 — Жанна Кальман, одна з найстаріших людей на Землі.
- 1876 — Петро Кончаловський, український художник.
- 1878 — Осип Микитка, український військовий діяч, генерал-майор УГА.
- 1886 — Олексій Кручоних, український художник, поет-футурист.
- 1893 — Андрес Сеговія, іспанський гітарист і композитор.
- 1895 — Генрік Карл Петер Дам, видатний данський біолог, лауреат Нобелівської премії з медицини та фізіології 1943 року.
- 1903 — Ремон Кено (Мішель Прель), французький письменник-сюрреаліст, автор роману «Зазі в метро».
- 1905 — Лев Атаманов, кінорежисер, один із засновників радянської мультиплікації.
- 1907 — Вістен Г'ю Оден, англійський поет.
- 1914 — Ейно Ілмарі Юутілайнен, льотчик-ас ВПС Фінляндії періоду Другої світової війни, здобув 94 підтверджених перемог. Найрезультативніший, після асів Люфтваффе, винищувач.
- 1921 — Володимир Малик (Сиченко), український письменник.
- 1921 — Зденек Мілер, чеський художник-аніматор, творець персонажа Кротика.
- 1921 — Джон Роулз, американський філософ.
- 1924 — Роберт Мугабе, перший прем'єр-міністр і президент Зімбабве (з 1987 року).
- 1925 — Девід Семюел Пекінпа, американський режисер, сценарист, постановник.
- 1925 — Ігор Шамо, український композитор.
- 1927 — Юбер де Живанші, французький модельєр.
- 1933 — Ніна Сімон, легендарна американська джазова співачка.
- 1937 — Гаральд V, король Норвегії з 1991 року.
- 1943 — Девід Лоренс Геффен, американський продюсер, засновник фірми грамзапису «Geffen Records».
- 1946 — Алан Рікман, британський актор, який знімався в «Міцному горішку» та «Распутіні».
- 1952 — Айдер Алієв, кримськотатарський скульптор.
- 1957 — Іван Вишневський, український футболіст, захисник дніпропетровського «Дніпра» і збірної СРСР, учасник ЧЄ-1988.
- 1962 — Марк Арм, вокаліст і гітарист впливової сіетлської групи Mudhoney.
- 1962 — Чак Поланік (Палагнюк), американський письменник українського походження.
- 1963 — Вільям Болдвін, американський актор («Не кажи нічого», «Головний підозрюваний», «Вірус», «Чесна гра», «Народжений четвертого липня»); брат Алека і Стефена Болдуїнів.
- 1968 — Артурас Зуокас, литовський підприємець і політик, мер Вільнюса.
- 1970 — Олег Соловей, український поет, критик, літературознавець.
- 1972 — Нуну Капушу (Нуну Фернанду Гонсалвіш да Роша), португальський футболіст.
- 1974 — Іван Кампо Рамос, іспанський футболіст
- 1976 — Раєн Сміт, канадський хокеїст, олімпійський чемпіон 2002 року.
- 1977 — Джонатан Сафран Фоер, американський письменник.
- 1979 — Дженніфер Лав Г'юїтт, американська акторка («Я знаю, що ти робив минулого літа», «Не можу чекати», «Врятуй мене», «Вечірка для п'ятьох»).
- 1984 — Давід Одонкор, німецький футболіст.
- 1986 — Олександр Півненко, український воєначальник, Командувач Національної гвардії України (від 8 липня 2023), Герой України.
- 1986 — Шарлотта Черч (Шарлотта Марія Рід), валлійська виконавиця класичної музики, сопрано.

## Померли

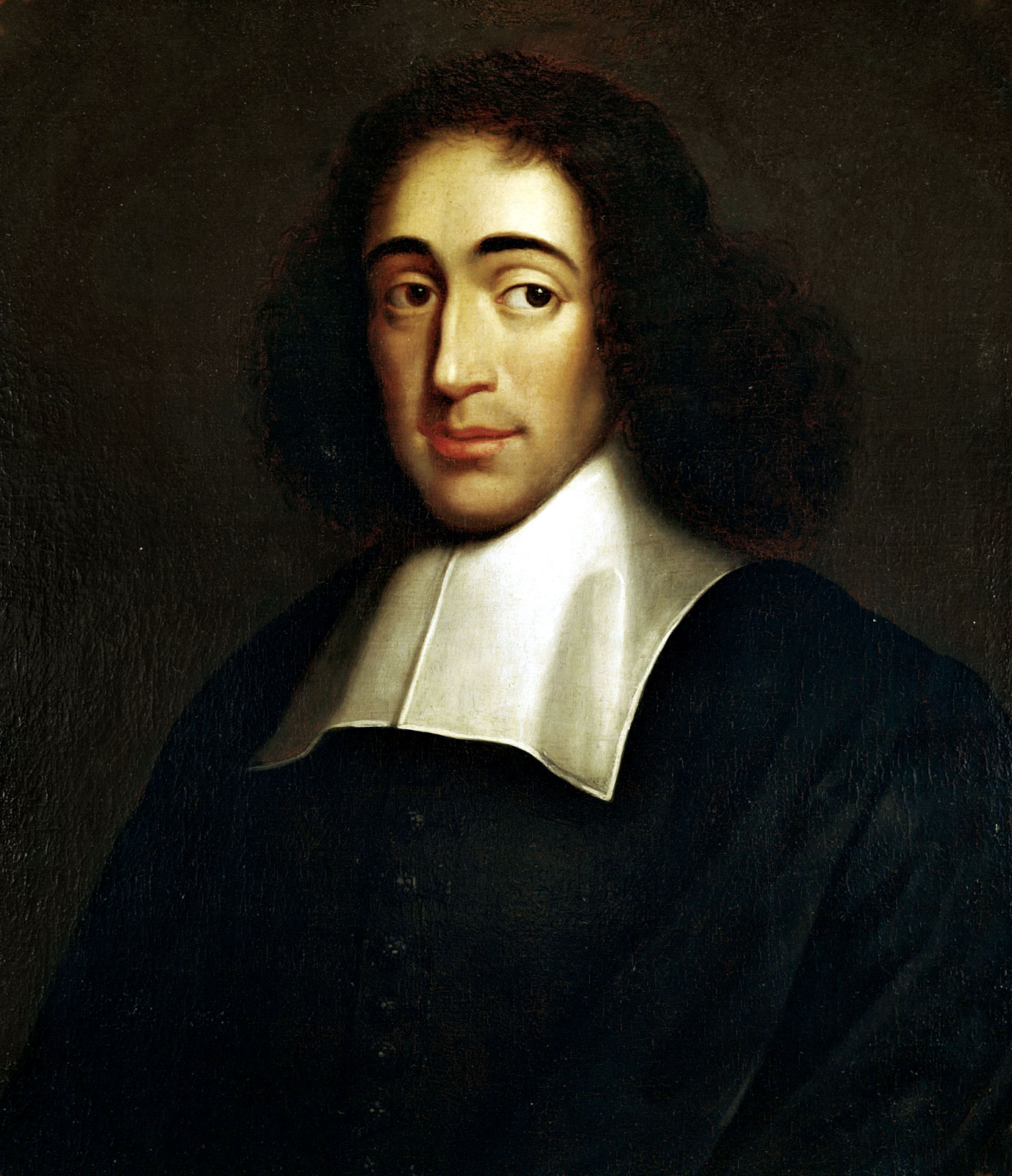
Бенедикт Спіноза.

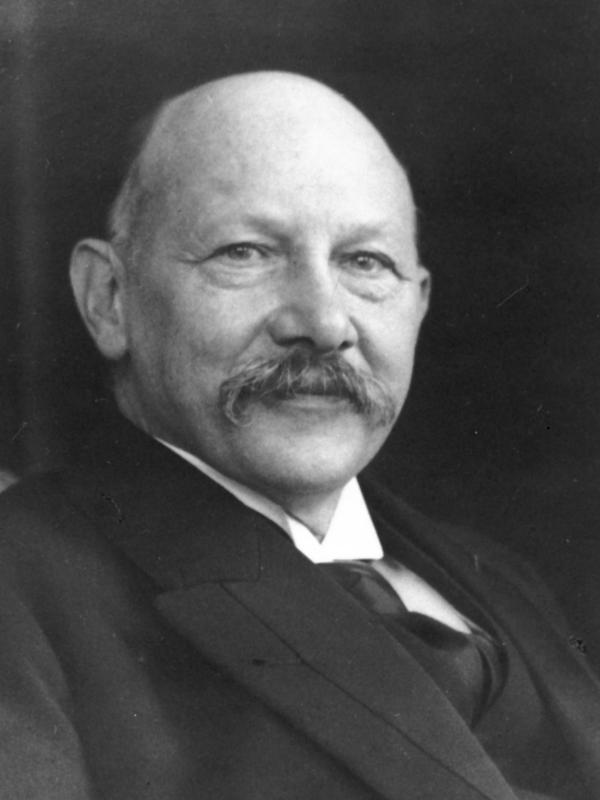
Гейке Камерлінг-Оннес

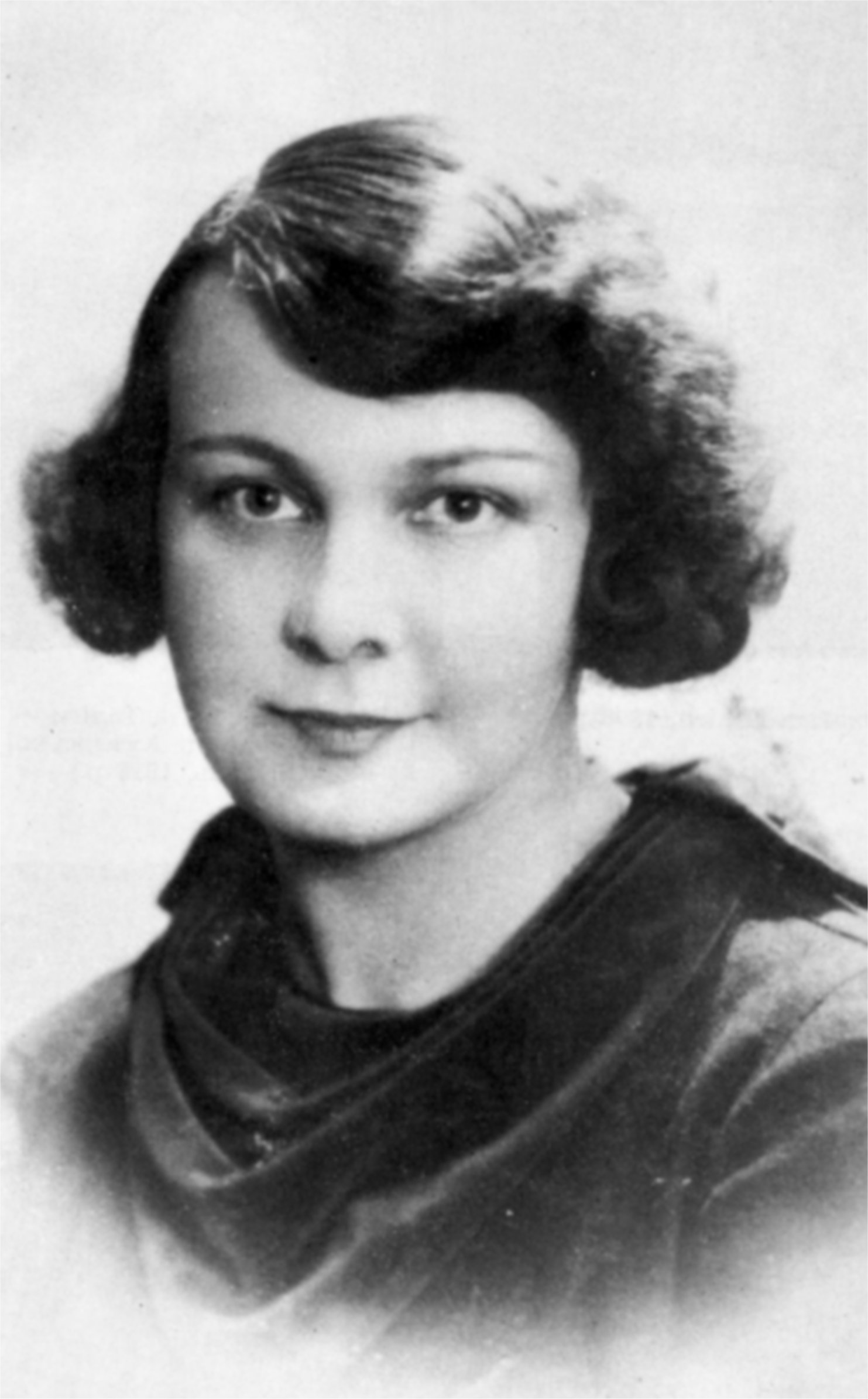
Олена Теліга

Дивись також Категорія:Померли 21 лютого
- 1437 — Яків I, шотландський король.
- 1513 — Юлій II (Джуліано делла Ровере), Папа Римський.
- 1677 — Бенедикт Спіноза, нідерландський філософ.
- 1730 — Бенедикт XIII (П'єтро Франческо Вінченцо Марія Орсіні де Гравіна), Папа Римський.
- 1857 — Діонісіос Соломос, один з фундаторів новогрецької поезії, автор національного гімну Греції «Гімн про волю».
- 1880 — Ізмаїл Срезневський, український філолог-славіст.
- 1919 — Юліан Кулаковський, український філолог.
- 1926 — Гейке Камерлінг-Оннес, голландський фізик, лауреат Нобелівської премії з фізики 1913 року.
- 1938 — Джордж Еллері Гейл, американський астроном, іноземний член-кореспондент АН СРСР.
- 1941 — Фредерік Бантинг, канадський фізіолог і лікар, один з відкривачів інсуліну, наймолодший в історії лауреат Нобелівської премії з медицини та фізіології
- 1942 — Олена Теліга, українська поетеса, публіцистка, літературний критик, діячка ОУН
- 1942 — Володимир Багазій, український політичний діяч, голова Київської міської управи (бургомістр) у 1941–1942 роках.
- 1967 — Альбах-Ретті Вольф, австрійський актор, батько Ромі Шнайдер.
- 1968 — Шалва Апхаїдзе, грузинський поет, критик, перекладач.
- 1984 — Михайло Шолохов, радянський письменник українського походження, лауреат Нобелівської премії з літератури 1965 року.
- 1987 — Петро Григоренко, український радянський генерал-майор, правозахисник, дисидент.
- 1991 — Марго Фонтейн (Маргарет Гукем), британська балерина.
- 1998 — Свен Івар Сельдінгер, шведський лікар-радіолог, розробник техніки судинного доступу.
- 1999 — Ейно Ілмарі Юутілайнен, льотчик-ас ВПС Фінляндії періоду Другої світової війни, здобув 94 підтверджених перемог. Найрезультативніший, після асів Люфтваффе, винищувач.
- 2000 — Олена Апанович, український історик.
- 2004 — Джон Чарлз, валлійський футболіст, учасник Чемпіонату світу з футболу 1958 року.
- 2004 — Свенссон Стіг, шведський футбольний тренер і функціонер.
- 2006 — Геннадій Айгі (Лісін) — чуваський поет.
- 2024 — Степан Хмара, український політик, правозахисник, лікар, дисидент. Герой України.